# Cáp treo Đà Lạt

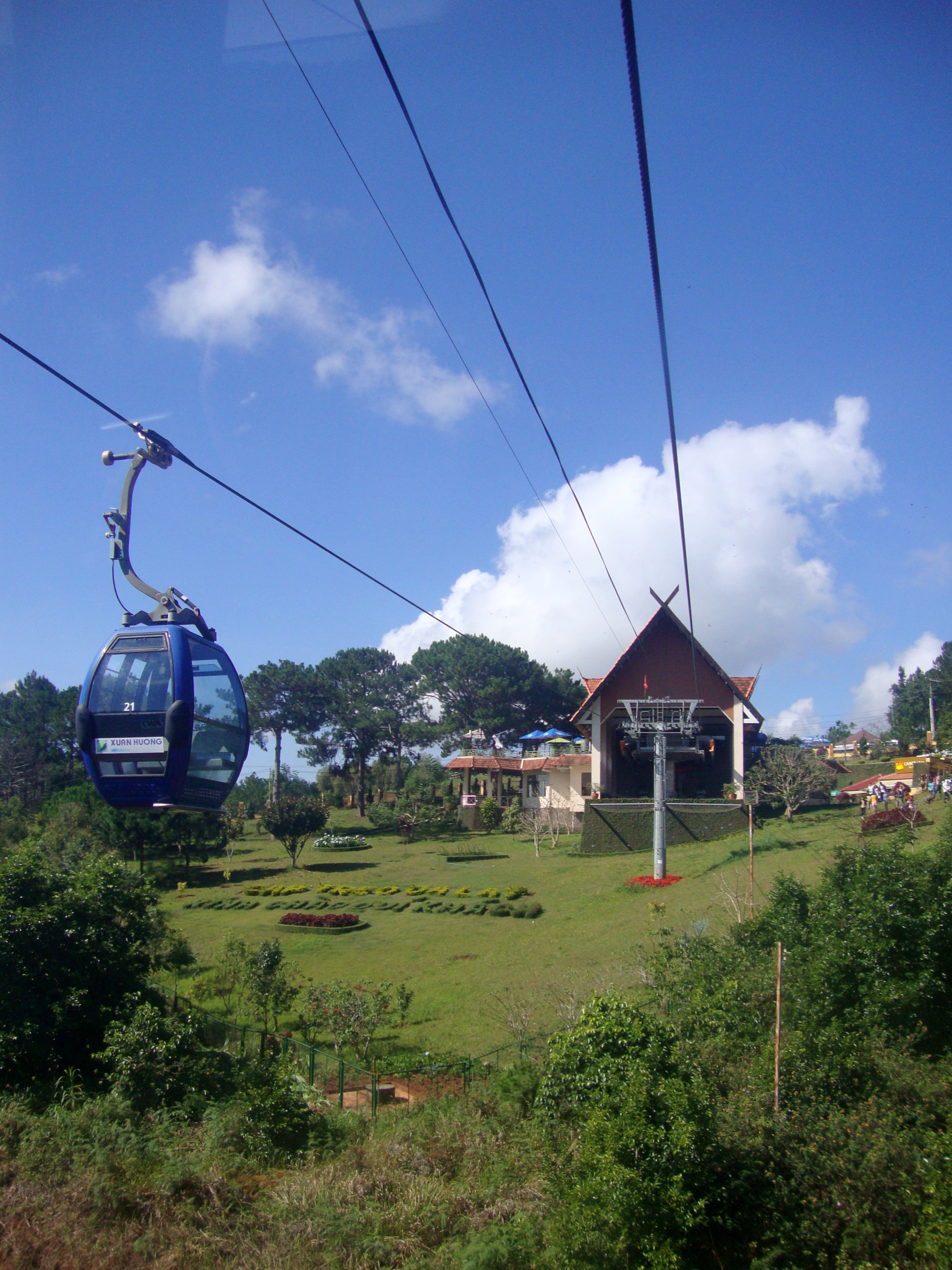
Cáp treo Đà Lạt

Khu du lịch cáp treo Đà Lạt nằm ở cuối đường Đống Đa, gần Bến xe Liên tỉnh, đầu đèo Prenn, trên ngọn đồi Robin. Trước năm 1975, đồi này là trận địa pháo Tân Lạc. Hệ thống cáp treo Đà Lạt này được khởi công xây dựng vào ngày 3 tháng 2 năm 2002, khánh thành ngày 24 tháng 1 năm 2003 và chính thức đưa vào hoạt động ngày 1 tháng 2 năm 2003. Cáp treo Đà Lạt là một trong những điểm tham quan du lịch hấp dẫn của thành phố Đà Lạt.

## Thông tin hệ thống cáp treo
Công trình do hãng Doppelmayr (Áo) lắp đặt theo công nghệ hiện đại Châu Âu. Tuyến cáp treo dài 2.267 m. 10 trụ đỡ nâng đường cáp lên cao khỏi tán rừng thông. 50 cabin cách nhau 120 m chạy luân chuyển với tốc độ 1–5 m/giây. Một nhà ga 7.500 m² được trang bị hệ thống tách cáp hiện đại theo dây chuyền đường ray để cabin tự chặn lại cho khách lên xuống. Thời gian di chuyển từ đồi Robin (1.575 m) đến ga cuối (1.490 m) gần bến xe Thiền viện Trúc Lâm dài 12 phút, công suất vận chuyển tối đa 900 lượt/giờ.

## Thông tin
- Điểm cuối của ga là quán cà phê ngắm cảnh thành phố Đà Lạt rất đẹp.
- Điểm cuối cũng là Thiền viện Trúc Lâm Đà Lạt, một trong những điểm tham quan du lịch hấp dẫn.